# Abderrahman Kabous
Abderrahman Kabous (ur. 24 kwietnia 1983 w Meaux) – marokański piłkarz grający na pozycji defensywnego pomocnika. Posiada także obywatelstwo francuskie.

## Kariera klubowa
Kabous urodził się we francuskim miasteczku Meaux w rodzinie marokańskich emigrantów. Piłkarską karierę rozpoczął w klubie FC Sochaux-Montbéliard, jednak nie przebił się do pierwszego składu i występował tam tylko w czwartoligowych rezerwach. W 2005 roku wyjechał do Szwecji. Przez rok występował w drugoligowcu IFK Norrköping, jednak nie zdołał z nim awansować do pierwszej ligi. W 2006 roku odszedł do innego drugoligowca, Degerfors IF, gdzie grał przez kolejny rok. Na początku 2007 roku Abderrahman został zawodnikiem bułgarskiego CSKA Sofia, z którym wywalczył wicemistrzostwo Bułgarii, a w sezonie 2007/2008 wystąpił w Pucharze UEFA. Na początku 2008 roku w ostatnim dniu okna transferowego przeszedł do hiszpańskiego Realu Murcia. Następnie był piłkarzem takich klubów jak: Silkeborg IF, Wydad Casablanca, US Luzenac, Khaitan SC, MC Oujda i Royal White Star Bruxelles.
| Sezon   | Klub                       | Kraj      | Rozgrywki            | Mecze | Bramki |
| ------- | -------------------------- | --------- | -------------------- | ----- | ------ |
| 2003/04 | FC Sochaux-Montbéliard B   | Francja   | CFA                  | 8     | 0      |
| 2005    | IFK Norrköping             | Szwecja   | Superettan           | 18    | 0      |
| 2006    | Degerfors IF               | Szwecja   | Superettan           | 19    | 2      |
| 2006/07 | CSKA Sofia                 | Bułgaria  | Bułgarska Grupa A    | 15    | 1      |
| 2007/08 | CSKA Sofia                 | Bułgaria  | Bułgarska Grupa A    | 8     | 0      |
| 2007/08 | Real Murcia                | Hiszpania | Primera División     | 7     | 0      |
| 2008/09 | Real Murcia                | Hiszpania | Segunda División     | 9     | 0      |
| 2009/10 | Silkeborg IF               | Dania     | Superligaen          | 0     | 0      |
| 2010/11 | Wydad Casablanca           | Maroko    | GNF 1                | 9     | 3      |
| 2011/12 | US Luzenac                 | Francja   | Championnat National | 16    | 1      |
| 2013/14 | Khaitan SC                 | Kuwejt    | Premier League       | ?     | 2      |
| 2014/15 | Khaitan SC                 | Kuwejt    | Premier League       | ?     | ?      |
| 2015/16 | MC Oujda                   | Maroko    | GNF 1                | ?     | ?      |
| 2016/17 | Royal White Star Bruxelles | Belgia    | Derde klasse         | 17    | 1      |

## Kariera reprezentacyjna
W reprezentacji Maroka Kabous zadebiutował w 2007 roku. Wcześniej był reprezentantem kadry U-21. W 2008 został powołany przez selekcjonera Henriego Michela na Puchar Narodów Afryki 2008.